# Calymperes pulvinatum
Calymperes pulvinatum är en bladmossart som beskrevs av Mitten in Hemsley 1885. Calymperes pulvinatum ingår i släktet Calymperes och familjen Calymperaceae. Inga underarter finns listade i Catalogue of Life.